# مهدی پوررهنما
مهدی پوررهنمااحمدگورابی (زاده ۳۰ خرداد ۱۳۷۴ در بندر انزلی) تکواندوکار ایرانی است. او در مسابقات پارالمپیک تابستانی ۲۰۲۰ در توکیو ژاپن مدال نقره وزن ۷۵ کیلوگرم مردان را کسب کرد.
مهدی پوررهنما در مسابقات پارا تکواندو بازی‌های پاراآسیایی هانگژو در وزن ۷۰ کیلوگرم به مقام قهرمانی رسید و صاحب مدال طلا شد.